# Popowia helferi
Popowia helferi là một loài thực vật thuộc họ Annonaceae. Đây là loài bản địa Myanmar, quần đảo Nicobar và có thể có ở Việt Nam.
Nguyễn Tiến Bân (2000) cho rằng loài này có ở Việt Nam và gọi nó là bồ bốt Miến Điện, nhưng mô tả của Bân (2000) không phù hợp với mô tả gốc của Hook.f. & Thomson (1872).